# 桂三八
桂 三八（かつら さんぱち、1877年8月13日 - 1940年3月20日）は、大阪府岸和田出身の上方噺家。本名：中川淳吉。享年64。
岸和田の士族の家に次男として生まれた。13歳の時に京都の親戚の家に預けられ、そのまま京都に永住死ぬまで同地で過ごした。
1897年、第4師団歩兵第38連隊に入営した。幼少の頃から落語が好きで在隊中に隠し芸として落語を披露したのが人気者になり除隊後の1902年に初代にあたる桂文光（後の6代目三笑亭可楽から上方初代三笑亭芝楽）に入門し桂光輔を名乗る。この年の1月に京都の幾代亭で初高座だった、しかし1904年頃、日露戦争に再度召集され、余興で落語を披露し上官の少将から復員後連隊の名に因み三八と名乗るよう命じられる。
除隊後芝楽が引退していたがどこの一門にも属さず三八の名のままで活動した。100キロ以上の体重と禿頭という風貌で愛嬌があり、軽い噺に妙味を出す芸風であった。またマクラは当意即妙の流行語などを取り入れ寄席で沸かせていた。
柳家金語楼がまだ無名だった頃京都の寄席でこの三八のマクラを東京に持ち込んでアレンジし人気を得ていた。また曾我廼家五郎もよくネタを参考にしていたという。
昭和に入り晩年は5代目笑福亭松鶴の落語荘の同人として京都の会等に出演していた。
得意ネタは「腰抜け賭博」「茶瓶ねずり」「元犬」。
SPレコードは「宿替え」を吹き込んでいる。
法名は春月三八信士。